# Mouvement révolutionnaire uni des peuples
Le Mouvement révolutionnaire uni des peuples (en turc : Halkların Birleşik Devrim Hareketi, HBDH) est une alliance de dix organisations d'extrême gauche, kurdes et turques, en Turquie. L'alliance est conclue le 12 mars 2016 avec comme but le renversement du gouvernement turc de Recep Tayyip Erdoğan.

## Contexte
L'alliance a déclaré sa fondation officielle le 12 mars 2016 et d'annoncer au monde son engagement dans la lutte contre le fascisme du gouvernement AKP en Turquie. C'est en effet la date du 45e anniversaire du coup d'État de 1971 en Turquie, le 21e anniversaire de l'émeute de Gazi, et le 12e anniversaire des émeutes de Qamichli. Ces trois événements servent de rappel constant quant à la mission de l'alliance, « de mener victorieusement notre lutte pour la Révolution, la démocratie et le socialisme ».
L'alliance affirme que le Parti de la justice et du développement (AKP) tenterait de mettre en place une dictature du même type que celle qui avait été instaurée par les militaires à la suite du coup d'État du 12 mars 1971. Cinq membres de cette alliance, (TKP/ML, MLKP, TKEP/L, Devrimci Karargâh (en), et le MLSPB) font également partie du Bataillon international de libération, un petit groupe de combattants étrangers appuyant les Forces démocratiques syriennes dans la guerre civile syrienne.[réf. souhaitée]

## Principes et objectifs
L'alliance appelle à la destruction de l'AKP et de son soutien populaire, par l'« organisation des victimes de la terreur gouvernementale en une force capable de vaincre le gouvernement turc ». L'alliance souligne que l’auto-détermination des minorités serait de la première importance pour tous les peuples opprimés par le gouvernement. 
Selon cette organisation, si la lutte pour l’auto-détermination du Kurdistan venait à être vaincue, l'AKP commencerait à attaquer toutes les forces d'opposition. Par conséquent, le futur de toutes les forces progressistes, révolutionnaires et ouvrière en Turquie serait lié à la résistance kurde.
C'est à travers ce message que l'alliance appelle à la mobilisation d'une révolution populaire unifiée, afin de renverser le gouvernement actuel. L'alliance affirme s'opposer à « toutes les formes d'impérialisme, de fascisme, de racisme, de capitalisme et de conservatisme barrant le chemin de la révolution ». Elle invite « nos peuples, nos ouvriers, les opprimés, tous les groupes culturels, comme les alévis, les femmes, et les jeunes à rejoindre les rangs du Mouvement révolutionnaire uni et à lutter ».

## Organisations membres
Les organisations suivantes sont présentes à la conférence de presse annonçant la formation de l'alliance, :
- le Parti travailliste communiste de Turquie / léniniste (TKEP/L) ;
- le Parti communiste de Turquie/marxiste-léniniste (TKP/ML) (anciennement[3]) ;
- Devrimci Karargâh (DK) ;
- le Parti des travailleurs du Kurdistan (PKK) ;
- le Parti communiste maoïste (MKP) ;
- l'Union de propagande marxiste-léniniste armée (THKP-C/MLSPB) ;
- le Parti communiste marxiste-léniniste (MLKP) ;
- le Parti communard révolutionnaire (DKP) ;
- la Ligue révolutionnaire communiste de Turquie (TİKB).

La Avrupa'dan Proleter Devrimciler Koordinasyonu (Coordination des prolétaires révolutionnaires d'Europe) (PDK) a également annoncé rejoindre l'alliance, tandis que le Mouvement résurrection (TDH) a signalé son intérêt,.

## Activités
Peu de temps après sa formation, le mouvement organise des actions armées orientées contre les institutions de l'État turc. Le 6 mai 2016, le MRUP a attaqué une base du commandement général de la gendarmerie dans la province de Giresun, dans le nord-est de la Turquie. Selon les rapports de presse, une bombe a explosé, visant un véhicule de la gendarmerie. Le MRUP a annoncé sa responsabilité dans l'attaque le 8 mai, indiquant que trois gendarmes sont morts dans l'attaque, ainsi que le commandant de la base, qui était la cible visée. Cela entre en contradiction avec le rapport d'OdaTV (en), un portail d'informations, qui annonce une seule victime.
Depuis cette attaque initiale, le Commandement unifié du Mouvement révolutionnaire uni des peuples a commis d'autres attentats contre des soldats ou des gendarmes turcs dans la même région. Les tactiques employées par l'alliance sont similaires à celles utilisées par le PKK[pas clair]. L'attaque la plus notable a eu lieu le 19 juillet, à peine quatre jours après la tentative de coup d'État turc de 2016. Le MRUP a indiqué avoir tué onze policiers anti-émeute dans la province de Trébizonde à 8 h 30 du matin. Cette annonce coïncide avec une attaque rapportée par l'agence Doğan, où des « assaillants inconnus » ont tiré sur un poste de contrôle de la police. Ce rapport indique que trois officiers ont été tués et cinq blessés, ainsi qu'un civil.